# 장사천재 백사장
《장사천재 백사장》은 tvN에 방송되는 대한민국의 리얼리티 텔레비전 프로그램이다.

## 방송 일정
| 방송 채널 | 시즌제 | 방송 기간                       | 방송 시간                  | 비고   |
| --------- | ------ | ------------------------------- | -------------------------- | ------ |
| tvN       | 1      | 2023년 4월 2일~2023년 6월 25일  | 일요일 저녁 7:40 ~ 밤 9:20 | 13부작 |
| tvN       | 2      | 2023년 10월 29일~2024년 2월 4일 | 일요일 저녁 7:40 ~ 밤 9:20 | 14부작 |

## 출연진

### 1기 출연진
- 모로코
  - 뱀뱀 (갓세븐), 라밥 [채용1], 아메드 [채용2]
- 이탈리아
  - 존박, 유리 (소녀시대), 이장우, 시모네 [채용3], 파비오 [채용4]

### 2기 출연진
- 백종원, 이장우, 존박, 유리 (소녀시대), 이규형
- 파브리, 에릭 (더보이즈), 효연 (소녀시대) (5회 ~14회 )

## 편성 변경 및 결방 사유
2023년
- 12월 24일 : 7회, 8회 하이라이트 스페셜 방송으로 대체.